# Anno Domini High Definition
Anno Domini High Definition is een studioalbum van de Poolse muziekgroep Riverside. Anno Domini High Definition is een verbastering van ADHD. Het album is een conceptalbum over de snelheid van het leven en dat het maar steeds sneller moet. De band kondigt dan net als Max Dendermonde met zijn boek De wereld gaat aan vlijt ten onder. Het muziekalbum klinkt veel lichter dan haar voorgangers en geeft de musici meer ruimte om naar hun muzikale voorbeelden te gaan. In de laatste track zit bijvoorbeeld een stukje onvervalste Tangerine Dream ten tijde van Force Majeure verwerkt.

## Musici
- Mariusz Duda: zang, basgitaar
- Piotr Grudzinski: gitaar
- Piotr Kozieradzki: drums
- Michal Lapaj: toetsen

## Composities
Alle nummers zijn groepscomposities, de teksten zijn door zanger en bassist Mariusz Duda geschreven:
1. "Hyperactive" (5.45)
2. "Driven To Destruction" (7.06)
3. "Egoïst Hedonist" (8.57)
  1. "Different?"
  2. "Hedonist Party"
  3. "Straw man dance"
4. "Left Out" (11.00)
5. "Hybrid Times" (11.54)

Er verscheen van het album een luxe uitvoering met daarbij een dvd met opnamen van een concert in Paradiso te Amsterdam op 10 december 2008. Dat laatste is opvallend omdat de meeste bands uit de progressieve rock hun livealbums in Polen opnemen.

### Bonus-dvd
1. "Volte-face"
2. "I turned you down"
3. "Reaility dream III"
4. "Beyond the eyelids"
5. "Conceiving you"
6. "Ultimate trip"
7. "02 Panic Room"

## Hitnotering
| "Anno Domini High Definition" in de Nederlandse Album Top 100 - binnen: 11-07-2009 | "Anno Domini High Definition" in de Nederlandse Album Top 100 - binnen: 11-07-2009 | "Anno Domini High Definition" in de Nederlandse Album Top 100 - binnen: 11-07-2009 |
| Week                                                                               | 01                                                                                 |                                                                                    |
| ---------------------------------------------------------------------------------- | ---------------------------------------------------------------------------------- | ---------------------------------------------------------------------------------- |
| Nummer                                                                             | 58                                                                                 | uit                                                                                |